# Live in London, Hammersmith Apollo 1993
Live in London, Hammersmith Apollo 1993 es un álbum en vivo de la banda de heavy metal Dio, publicado en 2014. El álbum contiene una presentación en vivo de la banda en la última fecha de su gira europea en soporte del álbum Strange Highways. El concierto fue grabado en el Hammersmith Apollo de Londres el 12 de diciembre de 1993 y publicado en los formatos CD, DVD y Blueray en 2014 por Eagle Rock Entertainment. Al momento de la presentación la banda estaba conformada por Ronnie James Dio (voz), Vinny Appice (batería), Jeff Pilson (bajo) y Tracy G (guitarra). 

## Lista de canciones
| Recorded on 12 de diciembre de 1993 at the Hammersmith Apollo in London, England |                               |          |  |
| N.º                                                                              | Título                        | Duración |  |
| 1.                                                                               | «Stand Up and Shout»          | 4:21     |  |
| 2.                                                                               | «Strange Highways»            | 6:12     |  |
| 3.                                                                               | «Don't Talk To Strangers»     | 5:52     |  |
| 4.                                                                               | «Evilution»                   | 6:46     |  |
| 5.                                                                               | «Pain/Guitar solo»            | 9:37     |  |
| 6.                                                                               | «The Mob Rules»               | 3:36     |  |
| 7.                                                                               | «Children of the Sea»         | 2:44     |  |
| 8.                                                                               | «Holy Diver»                  | 4:27     |  |
| 9.                                                                               | «Heaven and Hell»             | 4:21     |  |
| 10.                                                                              | «Man on the Silver Mountain»  | 3:49     |  |
| 11.                                                                              | «Drum Solo»                   | 5:53     |  |
| 12.                                                                              | «Heaven and Hell»             | 1:41     |  |
| 13.                                                                              | «Jesus Mary & The Holy Ghost» | 4:15     |  |
| 14.                                                                              | «Hollywood Black»             | 5:24     |  |
| 15.                                                                              | «The Last in Line»            | 6:50     |  |
| 16.                                                                              | «Rainbow in the Dark»         | 5:02     |  |
| 17.                                                                              | «We Rock»                     | 5:17     |  |
| 18.                                                                              | «Here's To You»               | 5:08     |  |